# Puig de la Glòria (Llucmajor)
El puig de la Glòria és un petit puig del massís de Randa, situat al terme municipal de Llucmajor, Mallorca, entre les possessions de Son Samar i de Míner Vell, al costat de la carretera Ma-5020 que uneix Llucmajor amb Porreres. Forma una petita serra allargada en direcció sud-oest—nord-est juntament amb el puig de Son Samar i el puig de sa Cigonya, essent el que es troba al nord-oest i el més alt de la serra. Es troba cobert per pinar i el seu cim està situat a 296 m sobre el nivell de la mar.